# اولوپلیا
اولوپلیا (به لاتین: Olupeliya) یک منطقهٔ مسکونی در سری‌لانکا است که در استان جنوبی (سری‌لانکا) واقع شده‌است.